# Baton Rouge Open Invitational
O Baton Rouge Open Invitational, disputado pela primeira vez como Baton Rouge Open, foi um torneio masculino de golfe no PGA Tour, que decorreu entre os anos de 1952 e 1962 em Baton Rouge, Louisiana.

## Campeões
Baton Rouge Open Invitational
- 1962 Joe Campbell[1]
- 1961 Arnold Palmer[1][2]
- 1960 Arnold Palmer[1][2]
- 1959 Howie Johnson[1]
- 1958 Ken Venturi[1]
- 1957 Jimmy Demaret[1]

Baton Rouge Open
- 1956 Shelley Mayfield[1]
- 1955 Bo Wininger[1]
- 1954 Bob Toski[1]
- 1953 Sam Snead[1]
- 1952 Jack Burke Jr.[1]